# Kätzchen

Trauben- und Ährenzapfen schematisch

Ein Kätzchen ist ein meist männlicher Blütenstand mancher Bäume und Sträucher. Die Bezeichnung geht auf das fühlbar weiche Äußere v. a. von Weidenkätzchen zurück, das mit weichem Katzenfell vergleichbar ist. Kätzchen bestehen aus mehreren unscheinbaren Einzelblüten, die als kompakte Traube oder Ähre wachsen. Meistens hängen Kätzchen vom Zweig herab, nur selten sind sie aufgerichtet. Nach der Entleerung ihrer Pollen fallen sie im Ganzen ab. Zu den Baumarten, die Kätzchen ausbilden, gehören als Beispiele die Pappel, Erle, Hasel und die Weide.
Die Kätzchen der Sal-Weide bezeichnet man in Bayern und Österreich als Palmkätzchen, da sie beim Umzug am Palmsonntag traditionell für Palmbuschen verwendet werden.

## Einzelnachweise

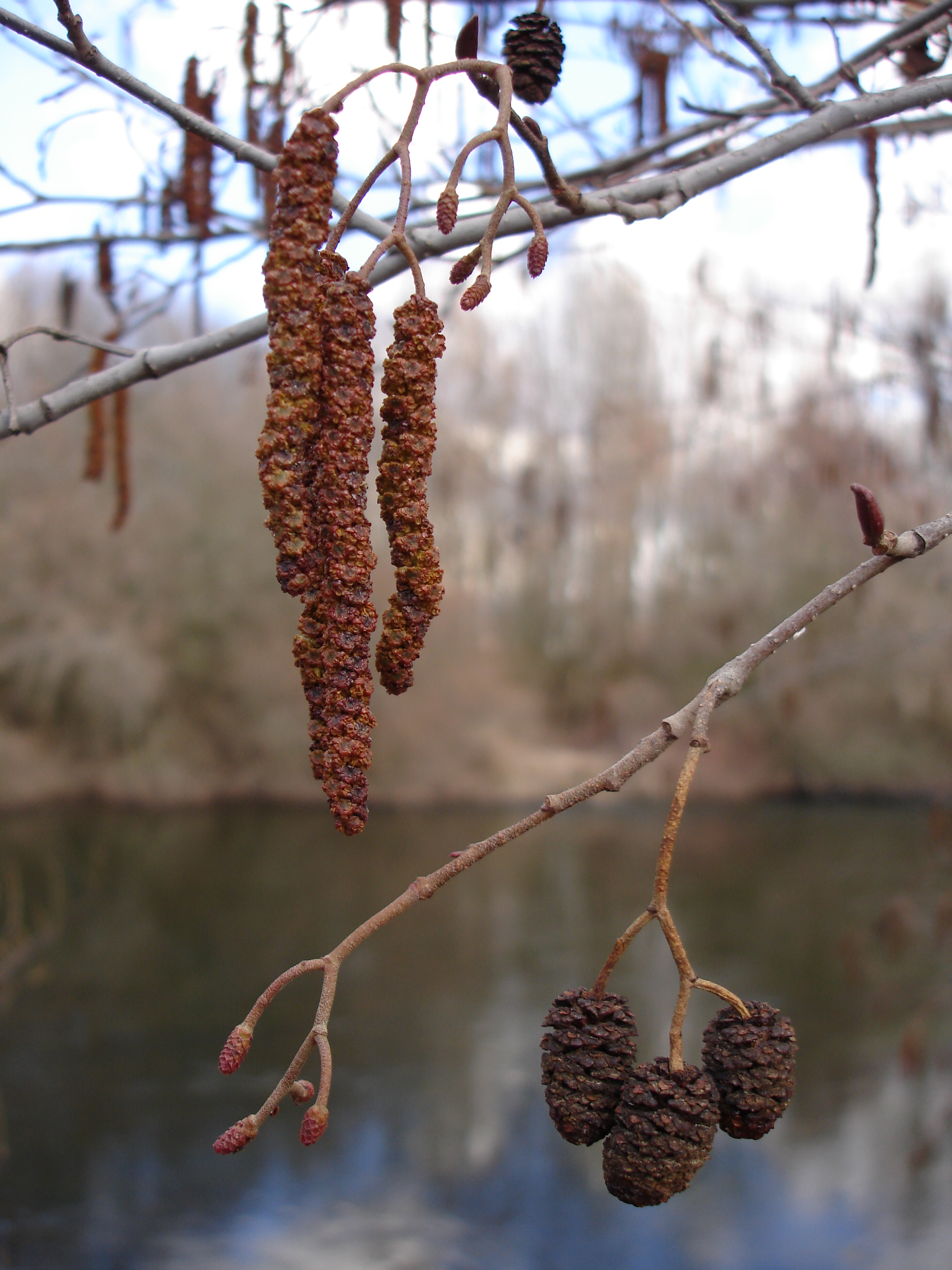
Lange männliche neben unscheinbaren weiblichen Kätzchen sowie Zapfen der Schwarz-Erle
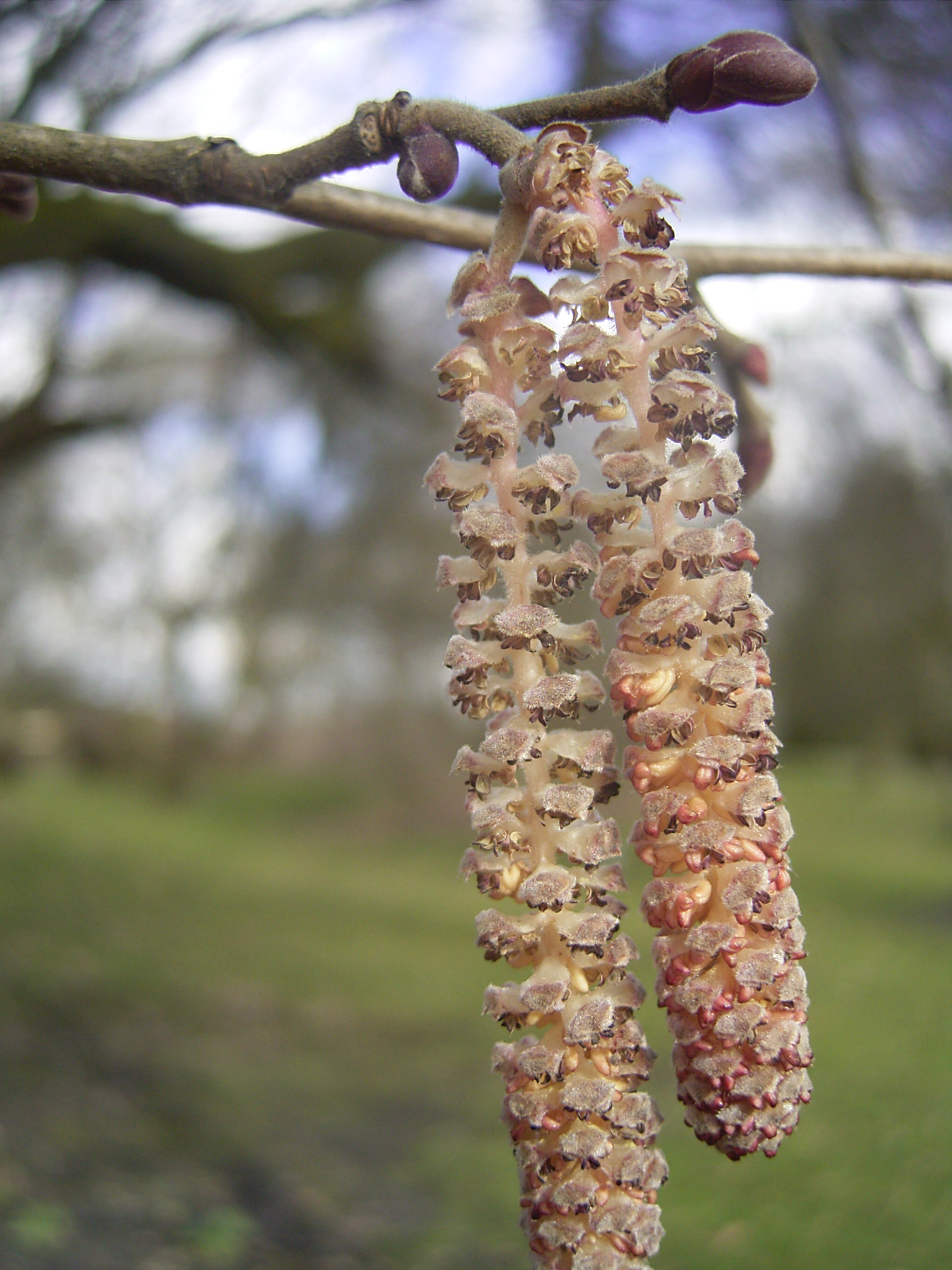
Lambertshasel (Corylus maxima)
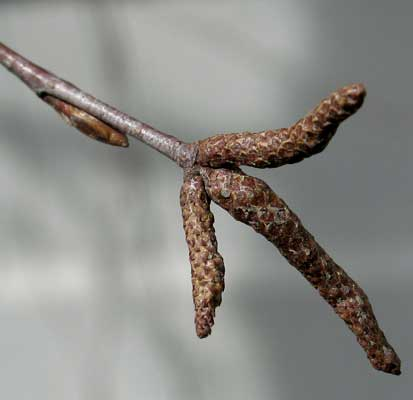
Hänge-Birke (Betula pendula) nicht aufgeblüht
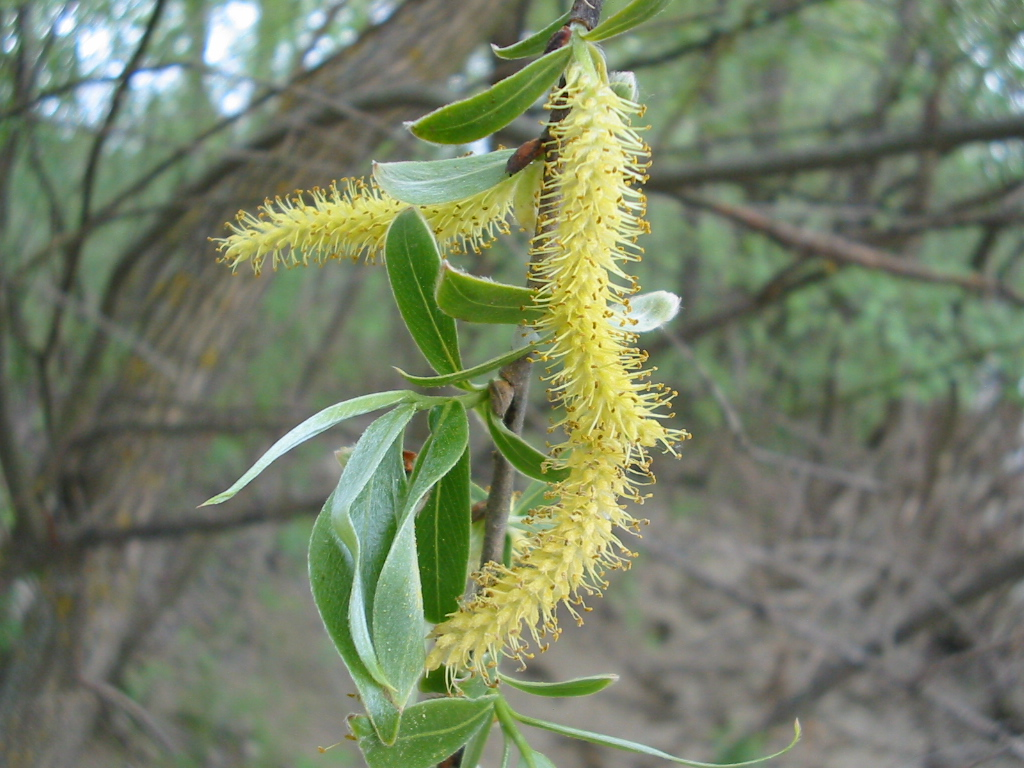
Weidenkätzchen (Salix spec.)
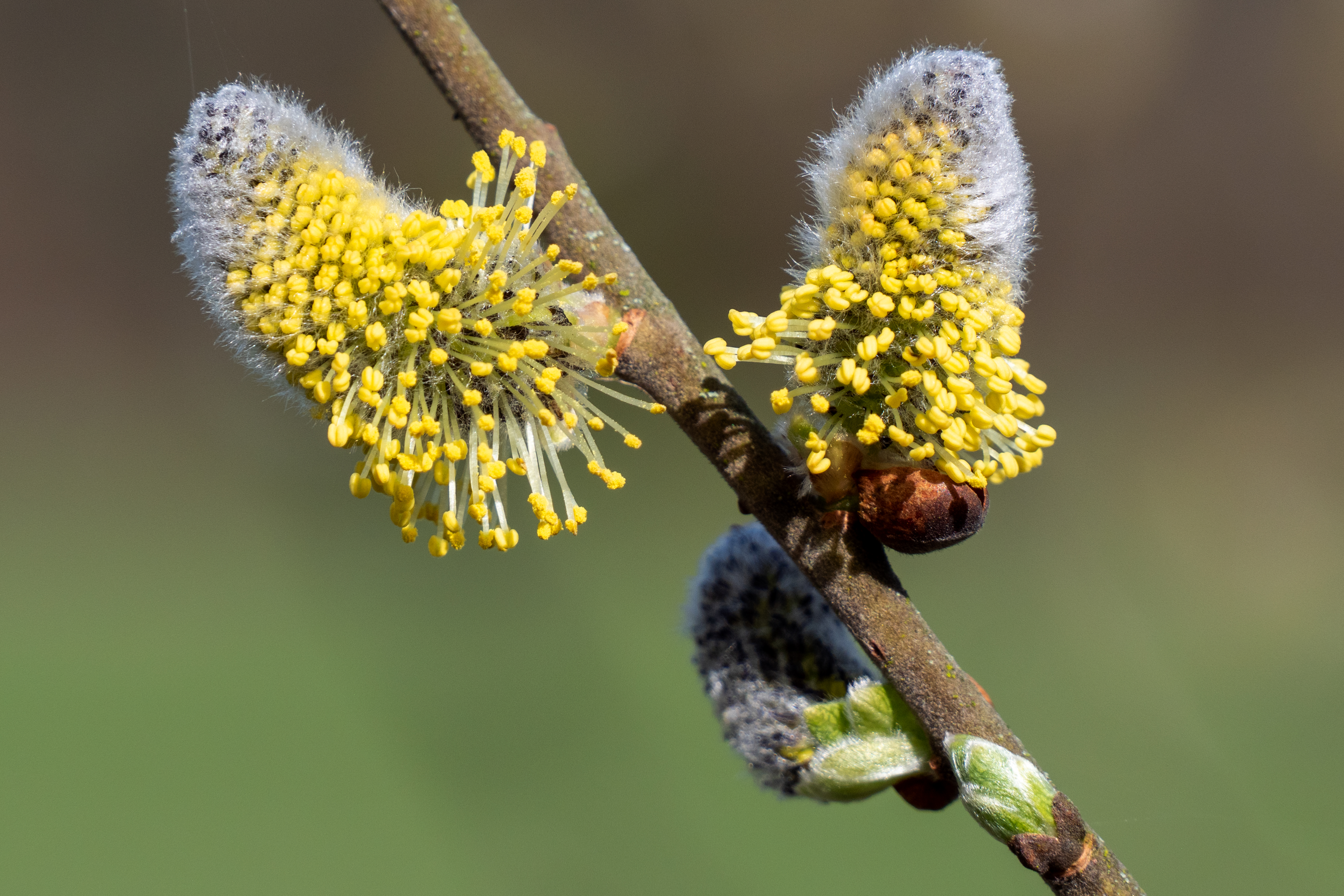
Beginnende Blüte von Weidenkätzchen (Salix spec.)